# Президентские выборы на Кипре (2003)
Президентские выборы на Кипре 2003 года проходили 16 февраля. Избирательная кампания была сфокусирована на плане Аннана для Кипра. Президент Глафкос Клиридис выступал за этот план по созданию объединённого Кипра, а Тассос Пападопулос считал, что принятие плана Аннана требует предварительных существенных изменений. В результате Тассос Пападопулос победил в первом туре, получив 51 % голосов. Явка составила 90,5 %.

## Результаты
| Candidate                         | Party                                                               | Votes   | %     |
| --------------------------------- | ------------------------------------------------------------------- | ------- | ----- |
| Тассос Пападопулос                | Прогрессивная партия трудового народа Кипра/ Демократическая партия | 213 353 | 51,51 |
| Глафкос Клиридис                  | Демократическое объединение                                         | 160 724 | 38,80 |
| Алекос Маркидес                   | беспартийный                                                        | 27 404  | 6,62  |
| Никос Кутсу                       | Новые горизонты                                                     | 8771    | 2,12  |
| Костас Кириаку                    | беспартийный                                                        | 1840    | 0,44  |
| Андреас Ефстратиу                 | беспартийный                                                        | 606     | 0,15  |
| Адамос Катсантонис                | беспартийный                                                        | 558     | 0,13  |
| Христос Иосифидес                 | беспартийный                                                        | 391     | 0,09  |
| Георгиос Маврогенис               | беспартийный                                                        | 337     | 0,08  |
| Пантелис Софоклеус                | беспартийный                                                        | 209     | 0,05  |
| Недействительные/пустые бюллетени | Недействительные/пустые бюллетени                                   | 17 497  | -     |
| Всего                             | Всего                                                               | 431 690 | 100   |
| Источник: Nohlen & Stöver         |                                                                     |         |       |